# 少女七竈と七人の可愛そうな大人
『少女七竈と七人の可愛そうな大人』（しょうじょななかまどとしちにんのかわいそうなおとな）は、桜庭一樹による日本の小説。『野性時代』（角川書店）にて連載されていた。連載当時はタイトルが「〜〜大人たち」であった。

## 各話情報
人名は各章の語り手
- 辻斬りのように（2005年10月号） - 川村優奈
- 一話 遺憾ながら（2005年11月号） - 川村七竈
- 二話 犬です（2005年12月号） - ビショップ
- 三話 朝は戦場（2006年1月号） - 桂多岐
- 四話 冬は白く（2006年2月号） - 川村七竈
- 五話 機関銃のように黒々と（2006年3月号）- 桂雪風
- 六話 死んでもゆるせない（2006年4月号） - ビショップ
- 五月雨のような - 川村優奈
- 七話 やたら魑魅魍魎（2006年5月号） - 川村七竈
- ゴージャス（2007年2月号） - 乃木坂れな

## あらすじ
川村優奈は二十五歳のある朝"辻斬りのように"男遊びをしたいと思い立ち、そのひと月のうちに七人の男性と関係を持つ。そうして誰の子かも分からずに生まれた子は「七竈」と名付けられ、異形のごとき美しい娘に成長する。
17歳になった川村七竈は北海道の閉ざされた街で鉄道模型と自分と似た"かんばせ"を持つ幼馴染みの桂雪風だけを友に、「いんらんの母から生まれた事」そして「自らの美しさ」を呪いながら穏やかなるも孤高な日々を送っていた。

## 登場人物

### ヒロインと周囲の人物
川村 七竈（かわむら ななかまど）
17歳。周りが放っておかない大変美しい少女。鉄道模型と親友の雪風だけが友達で、列車の足元にも及ばない存在の男たちに好奇の目を向けられる度に、男など滅びてしまえばいいと思っている。毎日『世界の車窓から』だけは欠かさずに見る。
桂 雪風（かつら ゆきかぜ）
七竈と同い年の美少年。幼なじみで唯一の親友。同じく鉄道好き。母親がいんらんだと娘は美しくなる、という仮説を立てた。5人の弟妹がいる。手狭で騒がしい自宅が嫌で、しょっちゅう川村家に入り浸っており、自分の鉄道模型も全て川村家に置いている。
雪風という名前は神林長平のSF小説『戦闘妖精・雪風』から採られている。
緒方 みすず（おがた みすず）
七竈の1学年下の生徒。おかっぱ頭の少女。雪風のことが好き。雪風と付き合っているのかと、七竈にとって実に下らない質問をした。七竈と雪風の美しさに魅せられ追いかけるようになる。
ビショップ
元旭川警察署の警察犬。ジャーマン・シェパード。年を取り、引退し、川村家に引き取られた。七竈を「むくむく」と呼ぶ。
桂 夢実（かつら ゆめのみ）
雪風の末の妹。7歳。既に美しさを醸し始めており、七竈と姉妹と見紛うほど似ている。
祖父
七竈の祖父。優奈の父。元旭川市役所職員。優奈が旅人となったため七竈の保護者代りとなっている。ほとんどのシーンで料理を作っている。

### 七人の大人
川村 優奈（かわむら ゆうな）
七竈の母親。小学校教師だった25歳の初夏、猛烈に男と寝たくなり、辻斬りのように7人の男と次々にその場限りの関係を持ち、七竈を妊娠し、職を辞した。容姿は平凡。七竈を父親に任せ、男を求めて出奔を繰り返す。父親にも娘にも電話をしないが、なぜか多岐にだけは毎週1度電話をしている。
田中（たなか）
優奈の同僚だった小学校教師。同僚の女性教師と結婚し、その後に赴任してきたのが優奈であった。多岐の実兄。七竈の担任でもあった。
桂 多岐（かつら たき）
雪風の母親。42歳。旧姓・田中。働かない夫と6人の子どもを養うためによく働く。書店に勤務。文庫コーナーを任されており、ミステリーや時代ものをよく読む。自分が平凡だったため、飛び抜けて美しかった桂に惹かれ、雪風を妊娠したことを理由に結婚を迫った。6人の子どもたちは皆父親似。優奈とは幼稚園の父母会で知り合って以来の仲で、今でも週に1回連絡を取り合っている。
桂（かつら）
雪風の父親。てこでも働かない。昔は美男子で女たらしだった。多岐が妊娠し、渋々結婚した。
東堂（とうどう）
七竈の実父を名乗る男。優奈の7人目の相手。失明している。七竈の存在を知らず、旭川の友人に優奈が出産したことを聞き、七竈に会いに来た。世界中を放浪したと嘯く。
梅木 美子（うめき よしこ）
芸能プロダクション部長。女性。七竈をスカウトに来る。九州から北上しながら美少女探しをしてきた。昭和の後半、アイドル・乃木坂れなとして人気を博した。
田中の妻
同僚だった田中と結婚し、別の小学校へ赴任して行った。

## 書籍情報
- 単行本： 2006年6月30日発売[1]、角川書店、ISBN 978-4-04-873700-5
- 文庫本：2009年3月25日発売[2]、角川文庫、ISBN 978-4-04-428105-2